# Grube Grüner Löwe
Die Grube Grüner Löwe war eine von vielen Eisen- und Kupfererzgruben im Ortsgebiet von Gosenbach bei Siegen in Nordrhein-Westfalen.

## Geschichte
1465 wurde die Grube erstmals erwähnt. Gefördert wurden aus dem Grüner Löwer Tiefen Stollen und dem 283 m tiefen Schacht der Grube. Aus den 1750er Jahren wurde berichtet, dass die Förderung bei etwa 5 t Kupfererz pro Jahr lag. 1836 bis 1839 wurden 18 t Kobalt abgebaut. Die Eisenerzförderung fand aber auch hier am stärksten statt:
- 1855: 6.972 t
- 1857: 5.360 t
- 1865: 5.567 t
- 1885: 10.364 t

1885 zählte man 77 Belegschaftsmitglieder. 1898 wurde die Grube der Gewerkschaft Storch & Schöneberg angeschlossen. Aber bereits 1906 wurde die Förderung eingestellt. Anschluss bestand an die Storch & Schöneberger Grubenbahn.
Das gleichnamige Gangmittel Grüner Löwe war etwa 120 m lang und im Durchschnitt 1–4 m mächtig. In den oberen Teufen trat bis zu 8 m mächtiger Spateisenstein auf, abgebaut wurden neben Eisenerz auch Kupfer- und Kobalterz.